# Saixiang
Saixiang (kinesiska: 赛乡) är en socken i Kina. Den ligger i den autonoma regionen Tibet, i den sydvästra delen av landet, omkring 250 kilometer väster om regionhuvudstaden Lhasa. Antalet invånare är 3 457. Befolkningen består av 1 602 kvinnor och 1 855 män. Barn under 15 år utgör 24,0 %, vuxna 15-64 år 69 %, och äldre över 65 år 5,0 %.
Genomsnittlig årsnederbörd är 702 millimeter. Den regnigaste månaden är juli, med i genomsnitt 200 mm nederbörd, och den torraste är november, med 4 mm nederbörd.